# Myotis izecksohni
El murciélago de Izecksohn (Myotis izecksohni) es una especie de quiróptero del género Myotis. Habita en zonas selváticas del centro-este de Sudamérica. Posee una dieta insectívora.

## Taxonomía
Esta especie fue descrita originalmente en el año 2011 por los zoólogos Ricardo Moratelli, Adriano L. Peracchi, Daniela Dias y João A. de Oliveira.
Localidad tipo
La localidad tipo referida es: “Fazenda Maria Brandina (a una altitud de 760 msnm, en las coordenadas: 22°36′S 43°27′W), reserva biológica do Tinguá, Tinguá, estado de Río de Janeiro, Brasil”.
Holotipo
El holotipo designado es el catalogado como: ALP 6675; es un macho adulto, del cual se conservó la piel y el esqueleto, incluyendo el cráneo y la mandíbula. Fue colectado por Daniela Dias (número de campo original DDT 199) el 25 de junio de 2005.
Etimología
Etimológicamente, el término específico es un epónimo que refiere al apellido de la persona a quien fue dedicada, el herpetólogo brasileño Eugenio Izecksohn, en reconocimiento a sus destacadas contribuciones para describir la biodiversidad de Río de Janeiro, entre las cuales es relevante el descubrimiento, en la reserva biológica Tinguá, de uno de los vertebrados terrestres más pequeños del mundo (7 a 10 mm), el anuro Brachycephalus didactylus.
Caracterización y relaciones filogenéticas
Myotis izecksohni posee un pelaje largo y sedoso, el cual en la parte dorsal varía de marrón a marrón oscuro, con la base del pelo más oscuro, mientras que las partes ventrales son similares, pero con las puntas del pelo más claras. Las orejas son de tamaño promedio. Las membranas de las alas son de color marrón oscuro, casi negro y alcanzan posteriormente a la base de los dedos de los pies, los cuales son pequeños. La larga cola está totalmente incluida en el gran uropatagio.
Es similar a M. levis y M. nigricans, de las que se diferencia por su tamaño mayor (antebrazo 36,5 y 37,8 mm); pelos dorsales más largos (8,2 mm), patrón cromático marrón oscuro; pelos ventrales más largos (6,3 mm); membranas oscuras (casi negras), y por su cráneo, el cual no posee cresta sagital y es proporcionalmente algo mayor (14,5 mm).
Dentro del género Myotis, esta especie se incluye en el grupo de especies “M. albescens”, y dentro del complejo de especies: M. nigricans. Hasta 2011 se la trataba como formando parte de la especie Myotis nigricans, hasta que en un trabajo donde se evaluó la variación morfológica y morfométrica de las poblaciones sudamericanas atribuidas a esta última, dos poblaciones se recuperaron con diferencias morfológicas que las permitían distinguir tanto de M. nigricans como de las restantes especies del género, lo que posibilitió definir sus caracteres diagnósticos externos y craneales como sendas nuevas especies.

## Distribución

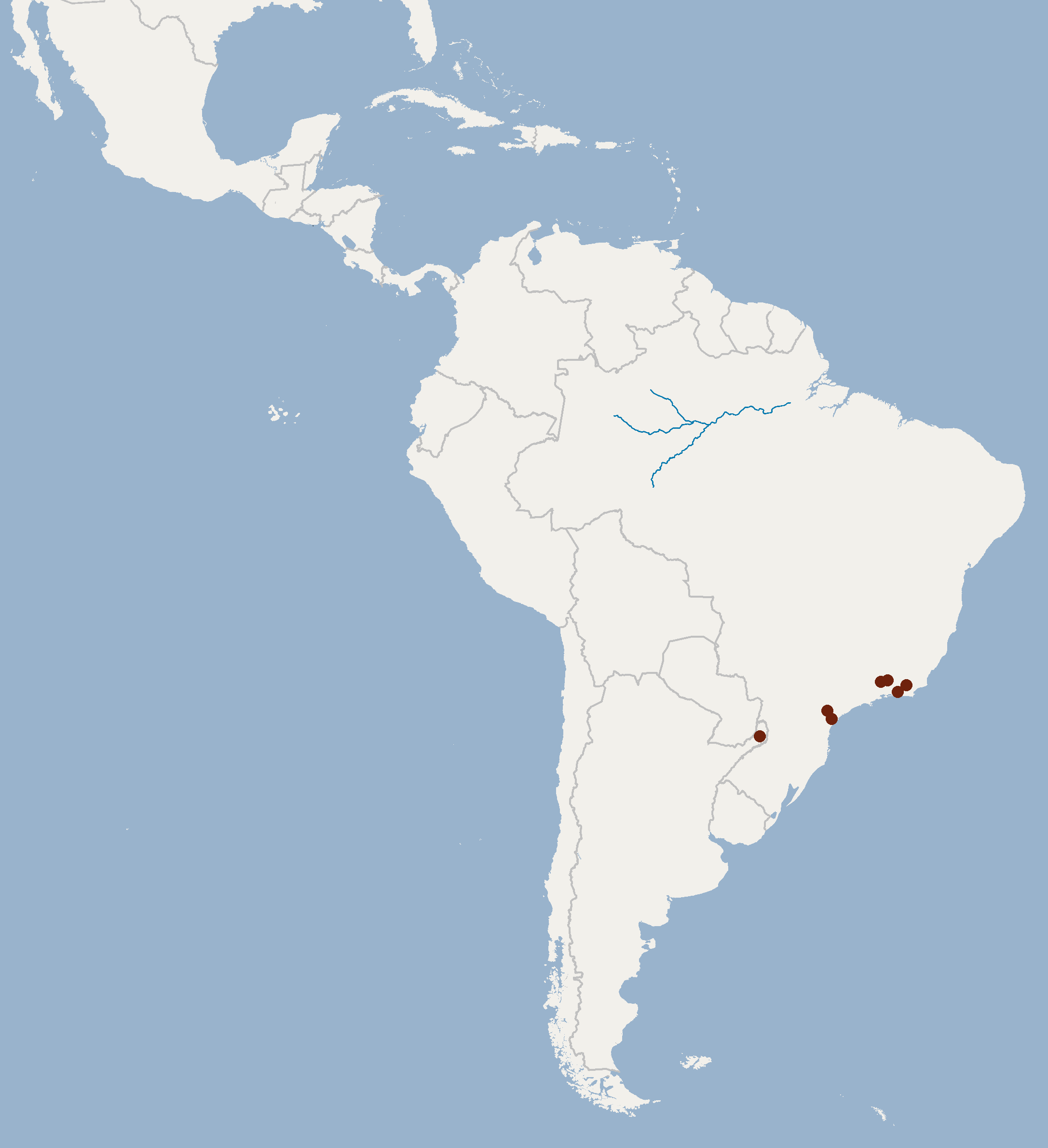
Distribución de Myotis izecksohni.

De igual manera que ocurre con especies descritas tardíamente, el alcance de su distribución geográfica, sus requerimientos ambientales y su historia natural son todavía poco conocidos. Fue primitivamente descrito de la mata Atlántica del sudeste del Brasil. Posteriormente también fue registrado en el nordeste de la Argentina.

### Distribución en Brasil
En Brasil fue registrado en los estados de: Paraná, Río de Janeiro. y Minas Gerais.
Localidades de colecta en Brasil
- Reserva biológica do Tinguá, Tinguá, Río de Janeiro;
- Parque nacional da Serra dos Órgãos, Teresópolis, Río de Janeiro;
- Parque estadual de Campinhos, Campinhos, Paraná;
- São Luis do Purunã, Balsa Nova, Paraná;
- “Cachoeirinha” (22°3’57.28”S 44°36’30.58”W), Aiuruoca, Minas Gerais;
- “Cachoeira das Fadas” (22°4’49.94”S 44°38’47.81”W), Aiuruoca, Minas Gerais;
- Santa Rita do Jacutinga, Minas Gerais.

### Distribución en la Argentina
En la Argentina fueron colectados 2 ejemplares en el nordeste, en el sector septentrional de la región mesopotámica, en el sur de la provincia de Misiones, en ambiente propio de la ecorregión terrestre campos y malezales, en un sector lindante con la selva atlántica o paranaense.